# Dana International
Dana International (héberül: דנה אינטרנשיונל, Tel-Aviv, 1969. február 2. –) izraeli énekesnő, Sharon Cohen (született: Yaron Cohen, héberül: ירון כהן) művészneve. 1998-ban Diva című számával megnyerte az Eurovíziós Dalfesztivált.

## Életútja
A transznemű Dana International részvételét a dalversenyen Izraelben nagy vallási ellenállás övezte. A szomszédos Egyiptomban az arab számait betiltották.
Már 1995-ben is részt vett az Eurovíziós Dalfesztivál izraeli selejtezőjében, de akkor csak második helyezett lett Layla tov Europa című számával Liora mögött. A 2005-ben, a dalverseny ötvenéves fennállása alkalmából Koppenhágában megrendezett Congratulations elnevezésű rendezvényen újra előadta 1998-ban győztes dalát a közönségnek.
1999-ben részt vett a holland Amnesty International egy kampányában, amelyben a melegekkel és leszbikusokkal kapcsolatos jogi sérelmekre világított rá.
Dana a harmadik izraeli, aki győzni tudott a dalversenyen, korábban 1978-ban Izhar Cohen & Alphabeta együttes az A-Ba-Ni-Bi című számával tudott nyerni, majd rá egy évre a Milk and Honey a Hallelujah-val győzedelmeskedett. Őt  követte Netta Barzilai húsz évvel később, aki Toy című dalával nyerte meg a 2018-as Eurovíziós Dalfesztivált Lisszabonban.
2007-ben az Ynet Dana Internationalt minden idők 47. legjelentősebb izraeli emberének nyilvánította
2009-ben Tel Aviv századik születésnapját ünnepelte, és Dana International zárta a koncertsorozatot Tel Aviv című dalával.
2008-ban ismét részt vett az Eurovíziós Dalfesztiválon, ezúttal az izraeli dal szerzőjeként, mely Boaz Mauda előadásában a kilencedik helyen végzett a döntőben. 2011-ben személyesen tért vissza, ekkor a Ding Dong című saját szerzeményét adta elő a második elődöntőben, de nem sikerült továbbjutnia a döntőbe. 2019-ben, a tel-avivi rendezésű versenyen vendégfellépőként szerepelt az első elődöntőben.

## Diszkográfia
- Dana International (1993)
- Umpatampa (1994)
- E.P.Tampa (1995)
- Maganuna (1996)
- The Album (1998)
- Diva Ha-osef (1998)
- Free (1999)
- Free (Israel Edition) (2000)
- Free (Japan Edition) (2000)
- Yoter ve yoter (More & More)(2001)
- Ha'chalom ha'efshari(The Possible Dream)(2002)
- Collector's Edition (2004)
- Hakol Ze Letova (All is for good) (2007)
- TBA (2017)